# THOC7
THOC7 (англ. THO complex 7) – білок, який кодується однойменним геном, розташованим у людей на 3-й хромосомі. Довжина поліпептидного ланцюга білка становить 204 амінокислот, а молекулярна маса — 23 743.
| 10         |  | 20         |  | 30         |  | 40         |  | 50         |
| ---------- |  | ---------- |  | ---------- |  | ---------- |  | ---------- |
| MGAVTDDEVI |  | RKRLLIDGDG |  | AGDDRRINLL |  | VKSFIKWCNS |  | GSQEEGYSQY |
| QRMLSTLSQC |  | EFSMGKTLLV |  | YDMNLREMEN |  | YEKIYKEIEC |  | SIAGAHEKIA |
| ECKKQILQAK |  | RIRKNRQEYD |  | ALAKVIQHHP |  | DRHETLKELE |  | ALGKELEHLS |
| HIKESVEDKL |  | ELRRKQFHVL |  | LSTIHELQQT |  | LENDEKLSEV |  | EEAQEASMET |
| DPKP       |  |            |  |            |  |            |  |            |

A: Аланін

C: Цистеїн

D: Аспарагінова кислота

E: Глутамінова кислота

F: Фенілаланін

G: Гліцин

H: Гістидин

I: Ізолейцин

K: Лізин

L: Лейцин

M: Метіонін

N: Аспарагін

P: Пролін

Q: Глутамін

R: Аргінін

S: Серин

T: Треонін

V: Валін

W: Триптофан

Кодований геном білок за функцією належить до фосфопротеїнів. 
Задіяний у таких біологічних процесах, як процесинг мРНК, сплайсинг мРНК, транспорт, транспорт мРНК, ацетилювання. 
Білок має сайт для зв'язування з РНК. 
Локалізований у цитоплазмі, ядрі.